# Echinopla
Echinopla is een geslacht van vliesvleugelige insecten van de familie Mieren (Formicidae).

## Soorten
- E. arfaki Donisthorpe, 1943
- E. australis Forel, 1901
- E. crenulata Donisthorpe, 1941
- E. cherapunjiensis Bharti & Gul, 2012
- E. deceptor Smith, F., 1863
- E. densistriata Stitz, 1938
- E. dubitata Smith, F., 1862
- E. lineata Mayr, 1862
- E. maeandrina Stitz, 1938
- E. melanarctos Smith, F., 1857
- E. mistura (Smith, F., 1860)
- E. nitida Smith, F., 1863
- E. octodentata Stitz, 1911
- E. pallipes Smith, F., 1857
- E. praetexta Smith, F., 1860
- E. pseudostriata Donisthorpe, 1943
- E. rugosa André, 1892
- E. serrata (Smith, F., 1859)

- E. silvestrii Donisthorpe, 1936
- E. striata Smith, F., 1857
- E. tritschleri Forel, 1901
- E. turneri Forel, 1901
- E. vermiculata Emery, 1898